# Hestina assimilis
Hestina assimilis is een vlinder uit de familie Nymphalidae. De wetenschappelijke naam is gepubliceerd in 1758 door Linnaeus in de tiende editie van Systema naturae.